# Thierry Marie

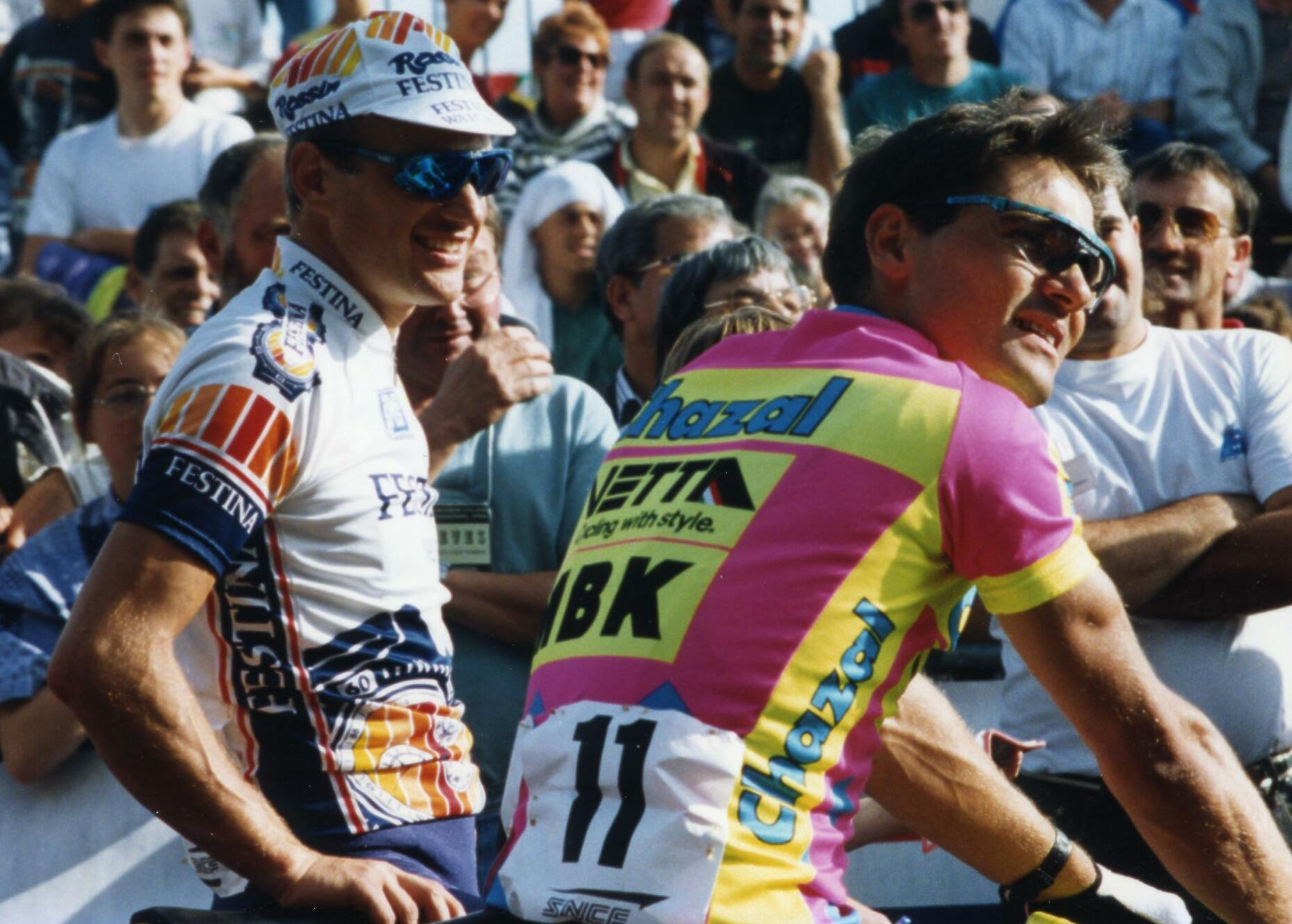
Thierry Marie

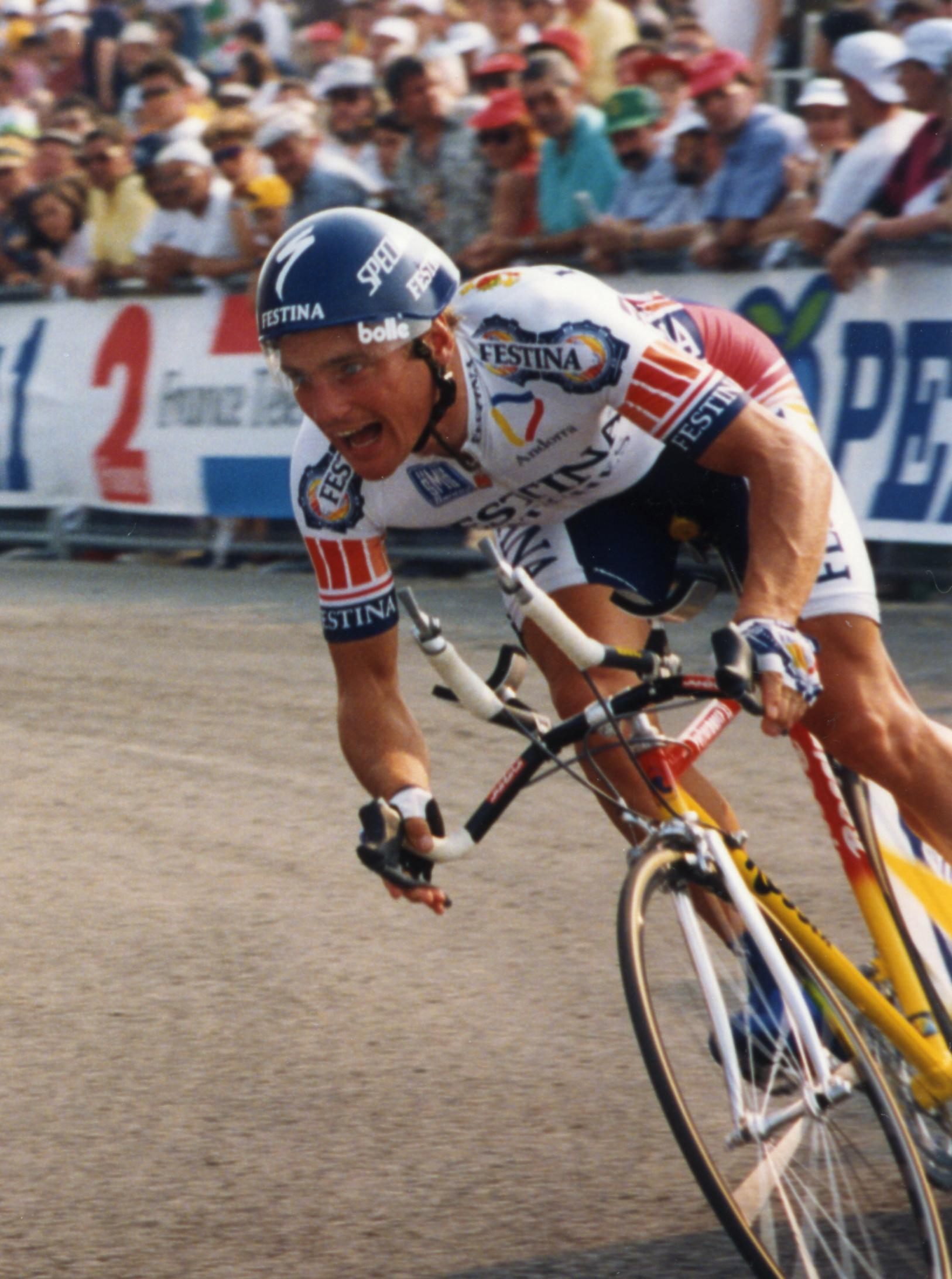
Thierry Marie (1993)

Thierry Marie (* 25. Juni 1963 in Bénouville, Frankreich) ist ein ehemaliger französischer Radrennfahrer. 1984 wurde er mit der „Palmes d’or Merlin Plage“ geehrt, einer Auszeichnung für den besten französischen Amateur des Jahres. Seine Karriere als Radprofi begann er 1985 und beendete diese 1996. Bei der Tour de France 1991 startete Marie unmittelbar nach dem Start der 5. Etappe einen Ausreißversuch und verteidigte seinen Vorsprung bis ins Ziel der 259 km langen Etappe. Es ist dies die längste erfolgreiche Alleinfahrt im professionellen Radsport der Nachkriegsgeschichte.
Thierry Marie war ein Zeitfahrspezialist. Diese Fähigkeit verhalf ihm zu drei Prologsiegen bei der Tour de France und weiteren Rundfahrten.

## Größte Erfolge
- Tour de France: 1986: Prolog; 1988: 19. Etappe; 1989: 2. Etappe; 1990: Prolog; 1991: Prolog, 5. Etappe; 1992: 18. Etappe
- Paris–Nizza: 1989: Prolog, 1991: 1. Etappe
- Critérium du Dauphiné Libéré: 1991: 1. Etappe
- Niederlande-Rundfahrt: 1985: , 1989: 2. Etappe (Teil 2), 1990: 5. Etappe
- Belgien-Rundfahrt: 1989: Prolog
- Französischer Meister – Zeitfahren: 1995

## Teams
- 1985 Renault-Elf
- 1986–1986 Système U
- 1990–1992 Castorama
- 1993 Festina-Lotus
- 1994–1995 Castorama
- 1996 Agrigel-La Creuse-Fenioux